# Carl Lothigius
Carl Axel Rudolf Lothigius, född 24 mars 1841 på Prinsnäs i Norra Sandsjö socken, död 17 februari 1914 i Norrköping, var en svensk borgmästare. Han var bror till Wilhelm Lothigius.

## Biografi
Lothigius blev student vid Lunds universitet 1859, avlade hovrättsexamen 1863 och blev vice häradshövding 1867. Han var tillförordnad notarie och fiskal samt adjungerad ledamot i Göta hovrätt 1872–1876, blev assessor 1876 och var justitieborgmästare i Norrköpings stad 1884–1911. Han var verkställande direktör i Norrköping–Söderköping–Vikbolandets Järnvägs AB från 1892 och ombudsman vid Norrköpings sparbank från 1898. 
Lothigius gifte sig 30 juli 1876 med Vilhelmina Henrika (Mimmi) von Malmborg (1849-1927), dotter till Adolf Malmborg. Han begravdes den 21 februari 1914 i Jönköping på stadens östra kyrkogård.